# Bediganahalli, Channarayapatna
Bediganahalli là một làng thuộc tehsil Channarayapatna, huyện Hassan, bang Karnataka, Ấn Độ.